# Bisdom Luik
Het bisdom Luik (Latijn : Episcopatus Leodiensis) is het oudste van de acht Belgische bisdommen. Het vierde zijn achthonderdste verjaardag in 1991. Tot in 1795 was het een Duits bisdom (zie prinsbisdom Luik), na het concordaat met Napoleon was het enige tijd Frans; pas na de Belgische Revolutie van 1830 werd de Belgische kerkprovincie opgericht.
De huidige bisschop van het bisdom Luik is Jean-Pierre Delville. Hij is de 92e bisschop. De kathedraal van het bisdom is de Sint-Pauluskathedraal.

## Geschiedenis

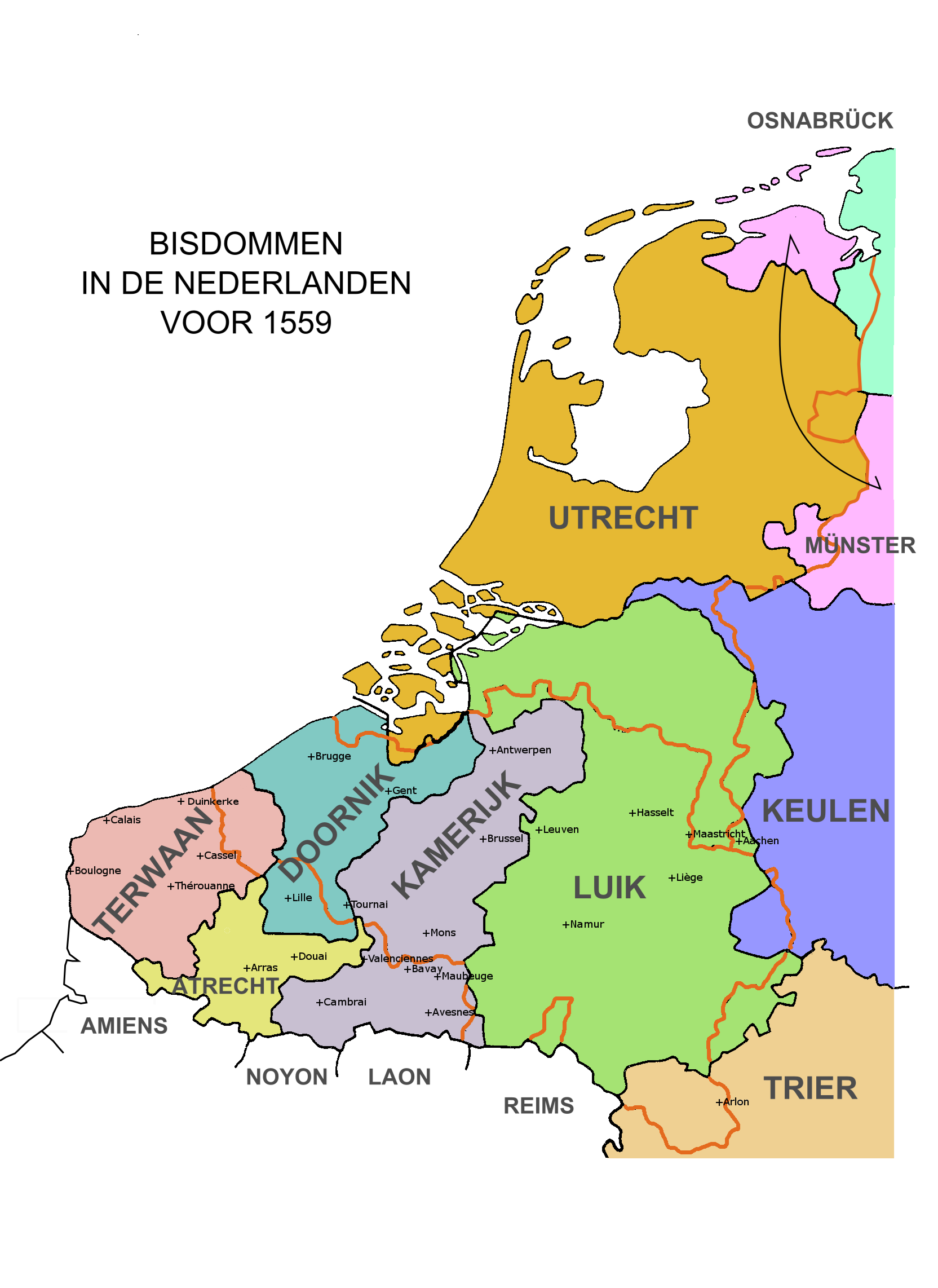
Bisdommen in de Nederlanden voor 1559

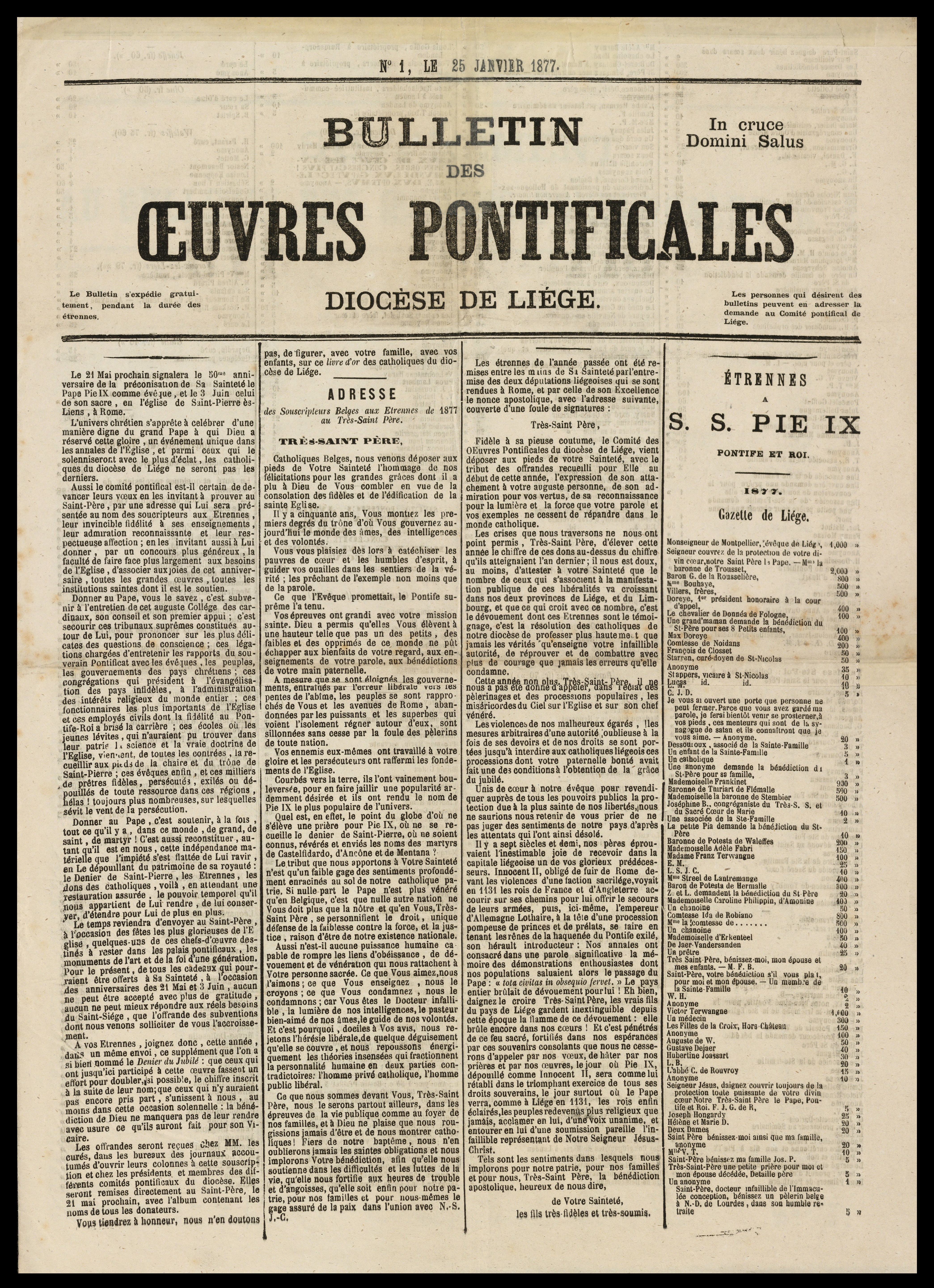
Titelpagina van het tijdschrift van het bisdom Luik uit 1877

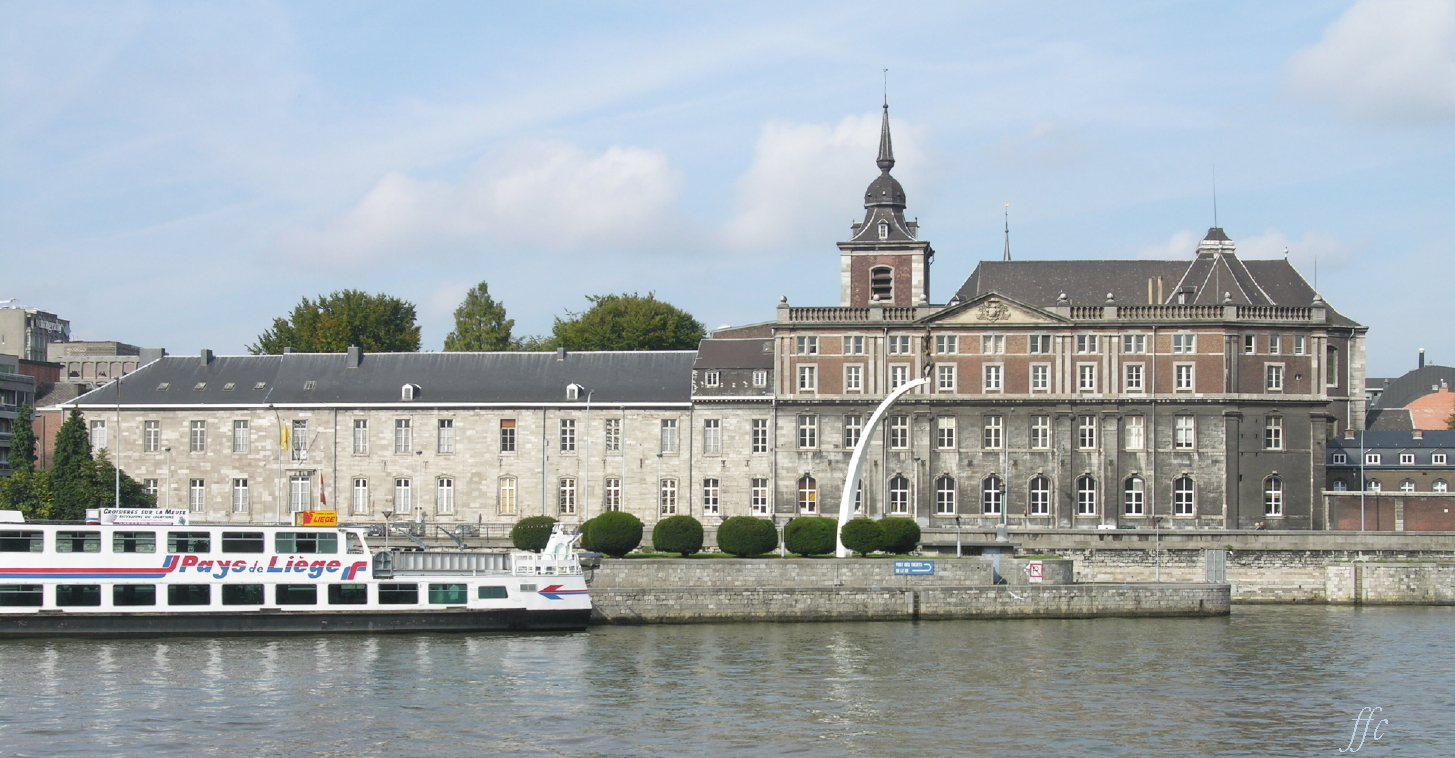
Seminarie en bisschoppelijk paleis Luik

De vroegste geschiedenis van het bisdom is omgeven met legenden, maar gaat waarschijnlijk terug tot de 4e eeuw. De oorspronkelijke bisschopszetel van het zogeheten "bisdom der Tungri" bevond zich waarschijnlijk in de civitashoofdstad Tongeren, maar werd volgens de overlevering in 384 verplaatst naar Maastricht (vanaf begin 6e eeuw zetelden de bisschoppen hier aantoonbaar). De relikwieën van de in Luik vermoorde Maastrichtse bisschop Lambertus werden omstreeks 718 door Hubertus van Maastricht overgebracht naar Luik. De definitieve overbrenging van de bisschopszetel van Maastricht naar Luik vond waarschijnlijk eind 8e of begin 9e eeuw plaats.
In 980 kreeg de toenmalige bisschop Notger van keizer Otto II van het Heilige Roomse Rijk de heerlijke rechten en kon dus naast de geestelijke macht ook de wereldlijke macht uitoefenen. Vanaf dat ogenblik werd een deel van het bisdom Luik een prinsbisdom en genoot het immuniteit, onder bescherming van de keizer. Het was de facto een semi-zelfstandig land geworden. In de eeuwen daarna werden de Condroz, Tussen-Samber-en-Maas, Haspengouw en de Kempen aan het prinsbisdom toegevoegd. Het prinsbisdom omvatte daarnaast vele enclaves buiten het eigenlijke Luikse gebied, zoals Heerewaarden, Deurne (Waals-Brabant), Bevekom en Luyksgestel in Noord-Brabant, alsook tijdelijk de heerlijkheid Mechelen. In 1366 werd ook het graafschap Loon toegevoegd. Bij de oprichting van de Universiteit Leuven in 1425 was de bisschop van Luik niet enthousiast. Immers in Leuven, een uithoek van zijn bisdom, ontstond een universiteit door pauselijke instructies, los van de jurisdictie van de Luikse bisschop. Volgens sommige historici was de Luikse bisschop gewoon niet op de hoogte van de voorbereidingen van de stichting van de universiteit en vernam hij het achteraf.
Het geestelijk bisdom Luik was tot 1559 veel groter dan het wereldlijk gebied en omvatte onder andere het grootste deel van de huidige provincies Luik, Belgisch Limburg, Nederlands Limburg, Noord-Brabant, delen van de provincies Luxemburg, Namen, Waals Brabant, Vlaams Brabant, Antwerpen en het gebied rondom de stad Aken. Dit besloeg een oppervlak van circa 20.000 km². In de middeleeuwen was het bisdom Luik ingedeeld in zeven aartsdiakonaten, die deels hun oorsprong hadden in Frankische pagi:
- Condroz (Hoei; Ciney)
- Ardennen (Stavelot; St. Hubert; Bastogne) maar zonder Aarlen en Luxemburg (bisdom Trier)
- Famenne (Rochefort; Chimay)
- Henegouwen (Namen; Thuin; Fleurus; Dinant)
- Brabant (Leuven; Tienen; Haacht) maar zonder Brussel, Mechelen, Antwerpen (bisdom Kamerijk)
- Haspengouw (Tongeren; St. Truiden; Maastricht)
- Kempen (Maaseik; Roermond; Venlo; Kuik; 's Hertogenbosch; Breda; Tilburg; Bergen-op-Zoom).

De aartsdiakens hadden de belangrijke plicht de kerkelijke tienden en andere fondsen te verwerven.
In 1559 werden bij de kerkelijke herindeling met de pauselijke bul Super universas de bisdommen Roermond, 's-Hertogenbosch en delen van de bisdommen Namen, Antwerpen en aartsbisdom Mechelen-Brussel hiervan afgescheiden.
In 1795, bij beslissing van de Franse Nationale Conventie, hield het prinsbisdom Luik op te bestaan en werd het grondgebied ingelijfd bij de Eerste Franse Republiek.

## Bisdom heropgericht
In 1801 werd bij het concordaat tussen Napoleon Bonaparte en paus Pius VII het bisdom Luik opnieuw opgericht, maar nu zonder alle wereldlijke macht. Met de heroprichting van het bisdom in 1801 viel het gebied samen met de Franse departementen Ourte en Nedermaas. Het gebied rond Aken werd afgesplitst als een nieuw bisdom Aken. In het nieuw opgerichte bisdom Luik werd de draad met het Rooms-Duitse Rijk doorgeknipt: Luik werd een suffragaanbisdom van de aartsbisschop van Mechelen-Brussel (toen onder Franse controle) en niet meer van de aartsbisschop van Keulen. Het prinsbisschoppelijk paleis bleef geconfisqueerd door de Franse staat; daarom kozen de Fransen voor de voormalige abdij van Beaurepart als nieuw bisschoppelijk paleis.
Na de Franse tijd omvatte het bisdom Luik de provincies Luik en Limburg.
Met de Belgische onafhankelijkheid werd in 1840 het apostolisch vicariaat Limburg in de Nederlandse provincie Limburg afgesplitst en reduceerde het gebied van het bisdom Luik tot de Belgische provincies Luik en Limburg. Na de Eerste Wereldoorlog werden Eupen en Malmedy van de Pruisische Rijnprovincie aan de provincie Luik toegevoegd; het bisdom Luik droeg van 1921 tot 1925 de naam Bisdom van Luik, Eupen en Malmedy.
In 1967 werd het Limburgse deel van het bisdom verzelfstandigd; dat vormt sindsdien het bisdom Hasselt. Sindsdien vallen de grenzen van het bisdom Luik en de provincie Luik samen. Voor de Duitstaligen in Luik is een apart vicariaat opgericht.

## Statistische gegevens
- oppervlakte: 3869 km²

In 2003 telde het:
- inwoners: 1.025.842, waaronder 70.400 Duitstaligen en 12% immigranten (Polen, Italianen, Spanjaarden, Noord-Afrikanen) - Zo'n 50% van de bevolking leeft in de Luikse agglomeratie.
- 21 decanaten en 529 parochies, waaronder 3 decanaten en 42 parochies voor Duitssprekenden
- 561 priesters waaronder nog 268 officieel actief
- 75 permanente diakens
- 275 mannelijke religieuzen en 941 vrouwelijke religieuzen

## Bisschoppen van na het Concordaat
83. Jean-Évangéliste Zäpfel (1802-1808)

84. Corneille Richard Antoine van Bommel (1829-1852)

85. Théodore Alexis Joseph de Montpellier (1852-1879)

86. Victor-Joseph Doutreloux (1879-1901)

87. Martin-Hubert Rutten (1902-1927)

88. Louis-Joseph Kerkhofs (1927-1961)

89. Guillaume-Marie van Zuylen (1961-1986)

90. Albert Houssiau (1986-2001)

91. Aloys Jousten (2001-2013)

92. Jean-Pierre Delville (2013-heden)